# Johan Guilbert
Johan Guilbert, alias YoH ViraL, né le 19 avril 1989 à Sarreguemines, en Moselle, est un joueur de poker professionnel et vidéaste web français,.

## Biographie
Johan Guilbert joue au poker en ligne depuis mars 2012. Il utilise les surnoms YoHViraL (GGPoker), YoHHH_ViraL (PokerStars), PCMPCM (partypoker), Ronaldo4112 (888poker) et YoHH_Viral (PokerStars.FR et PMU). Depuis octobre 2006, il dirige une chaîne YouTube appelée YoH ViraL, qui compte actuellement plus de 160 000 abonnés. Dans les vidéos, Guilbert documente ses parties de poker principalement en Français et partage l’analyse des mains avec le spectateur.
Son premier placement d’argent lors d’un tournoi de poker live le marque à la mi-décembre 2010 à l’Aviation Club de France à Paris lors d’un événement de la variante No Limit Hold’em. Il y remporte son premier tournoi live fin janvier 2011 et obtient un prix de près de 10 000 euros. En juillet 2012, Johan Guilbert fait ses débuts aux World Series of Poker (WSOP) au Rio All-Suite Hotel and Casino à Paradise sur le Strip de Las Vegas et encaisse le Main Event,. Aux WSOP 2014, il est venu une fois dans les rangs rémunérés, en 2016, il a marqué deux placements en espèces.
En octobre 2016, il atteint la table finale du Main Event de l’Italian Poker Tour à Malte, terminant le tournoi à la quatrième place, d’une valeur de plus de 40 000 €. Au High Roller du circuit WSOP à Paris, il termine également quatrième fin novembre 2017 et reçoit plus de 50 000 euros. À la mi-avril 2018, Guilbert termine neuvième au Partypoker Millions High Roller organisé à Barcelone, en Espagne, et obtient 60 000 euros. Aux WSOP 2019, il obtient six placements en espèces, et reçoit de loin son prix le plus élevé de près de 130 000 dollars américains pour la deuxième place lors d’un événement « de tirs au but ».
En mai 2021, il atteint deux fois la table finale des Aria High Roller Series du PokerGO Tour à l’Aria Resort and Casino sur le Strip de Las Vegas, pour lequel il reçoit près de 170 000 $,. À la fin du mois d’août 2021, il remporte le deuxième tournoi des Super High Roller Series Europe à Kyrenia, dans le nord de Chypre, et a reçu le premier prix de plus de 500 000 $. Quatre jours plus tard, il atteint une autre table finale de la série de tournois et termine la sixième épreuve à la troisième place, d’une valeur de 560 000 $. Il atteint également la table finale du Super High Roller à Partypoker Millions North Cyprus à Kyrenia, en septembre 2021, et termine quatrième pour environ 110 000 $. En décembre 2021, il est venu à la table finale du Main Event des World Series of Poker Europe au King’s Resort de Rozvadov et a terminé deuxième, payé avec un peu moins de 800 000 euros,.
Lors des Global Poker Awards, Johan Guilbert reçoit le prix Breakout Player of the Year 2021 à la mi-février 2022. Au total, Johan Guilbert a gagné plus de 4 millions de dollars en jouant au poker dans des tournois en direct.